# Dima Biłan
Dima Biłan (ros. Дима Билан), właśc. Wiktor Nikołajewicz Biełan (ros. Виктор Николаевич Белан; ur. 24 grudnia 1981 w Ust´-Dżegucie) – rosyjski piosenkarz.
Aktywny na scenie od 1998, wydał dziewięć albumów solowych. Dwukrotny reprezentant Rosji w Konkursie Piosenki Eurowizji: zajął drugie miejsce z utworem „Never Let You Go” w finale konkursu w 2006 i zwyciężył z piosenką „Believe” w finale konkursu w 2008. W latach 2005–2010 i 2012 zdobywca Europejskiej Nagrody Muzycznej MTV dla najlepszego rosyjskiego wykonawcy, a w 2012 W 2012 także Europejskiej Nagrody Muzycznej MTV dla najlepszego europejskiego wykonawcy.

## Życiorys

### Rodzina i edukacja
Urodził się 24 grudnia 1981 w Karaczajo-Czerkiesji. Kiedy miał rok, jego rodzina przeniosła się do mieszkania jego babci w miejscowości Nabierieżnyje Czełny w Tatarstanie. Pięć lat później przeprowadzili się do miasta Majskij w Kabardo-Bałkarii, gdzie Biełan wraz z siostrą rozpoczęli naukę szkolną. Brał wówczas czynny udział w licznych przyjęciach, recytując wiersze i śpiewając piosenki. Kilka miesięcy później nauczyciel z lokalnej szkoły muzycznej, uznał, że chłopiec powinien uczęszczać do szkoły muzycznej, toteż jako piątoklasista rozpoczął naukę w klasie akordeonu i został solistą miejscowego chóru. Po ukończeniu szkoły muzycznej został przyjęty do Państwowej Akademii Muzycznej im. Gniesinów w Moskwie, którą ukończył w 2004.

### Kariera zawodowa
W 1998 wziął udział w dziecięcym konkursie Chunga-Chunga organizowanym w Moskwie, na którym otrzymał nagrodę Iosifa Kobzy za wykonanie dwóch piosenek. Kiedy był na trzecim roku studiów, jego działaniami artystycznymi zainteresował się Jurij Szmilewicz Ajzenszpis, rosyjski wydawca płyt, który zaproponował mu współpracę. W 2002 zajął czwarte miejsce na festiwalu Nowa fala (ros. Новая Волна), a po występie na festiwalu opublikował teledysk do utworu „Bum”, który wyreżyserował Fiodor Bondarczuk. W 2003 wydał debiutancki album studyjny pt. Ja nocznoj chuligan (oryg. Я ночной хулиган), a za pochodzący z niego singiel „Ja tak lublu tebia” otrzymał nagrodę na festiwalu Piesnia goda. Rok później singiel „Na bieriegu nieba” (oryg. На берегу неба). Piosenką zapowiadał swoją drugą płytę, którą tworzył we współpracy z Diane Warren. Za wysoką sprzedaż albumu, również zatytułowanego Na bieriegu nieba, odebrał certyfikat platynowej płyty w kraju. W tym samym roku został ambasadorem marki „La Scala Fashion Group”.
W 2005 z piosenką „Not That Simple” zajął drugie miejsce w rosyjskich eliminacjach do 50. Konkursu Piosenki Eurowizji. Nagrał także rosyjskojęzyczną wersję piosenki – „Ty dołżna riadom byt” (ros. Ты должна рядом быть), a nakręcony do niej teledysk był najdroższym wideoklipem wyprodukowanym przez rosyjski przemysł fonograficzny w dziejach kraju. Po śmierci swojego dotychczasowego producenta Jurija Ajzenszpisa we wrześniu 2005 nawiązał współpracę z Janą Rudkowską. Jeszcze w 2005 otrzymał dwa Złote Gramofony za singiel „Not That Simple” na gali w Sankt Petersburgu, zdobył główną nagrodę Pierwszego kanału za realizację projektu Nowyje piesni o gławnom (oryg. Новые песни о главном), poza tym został uznany „człowiekiem roku świata show-biznesu” i odebrał Europejską Nagrodę Muzyczną MTV dla najlepszego rosyjskiego wykonawcy, a pod koniec roku otrzymał zaproszenie od amerykańskiej agencji do nagrań musicalu Piotruś Pan.

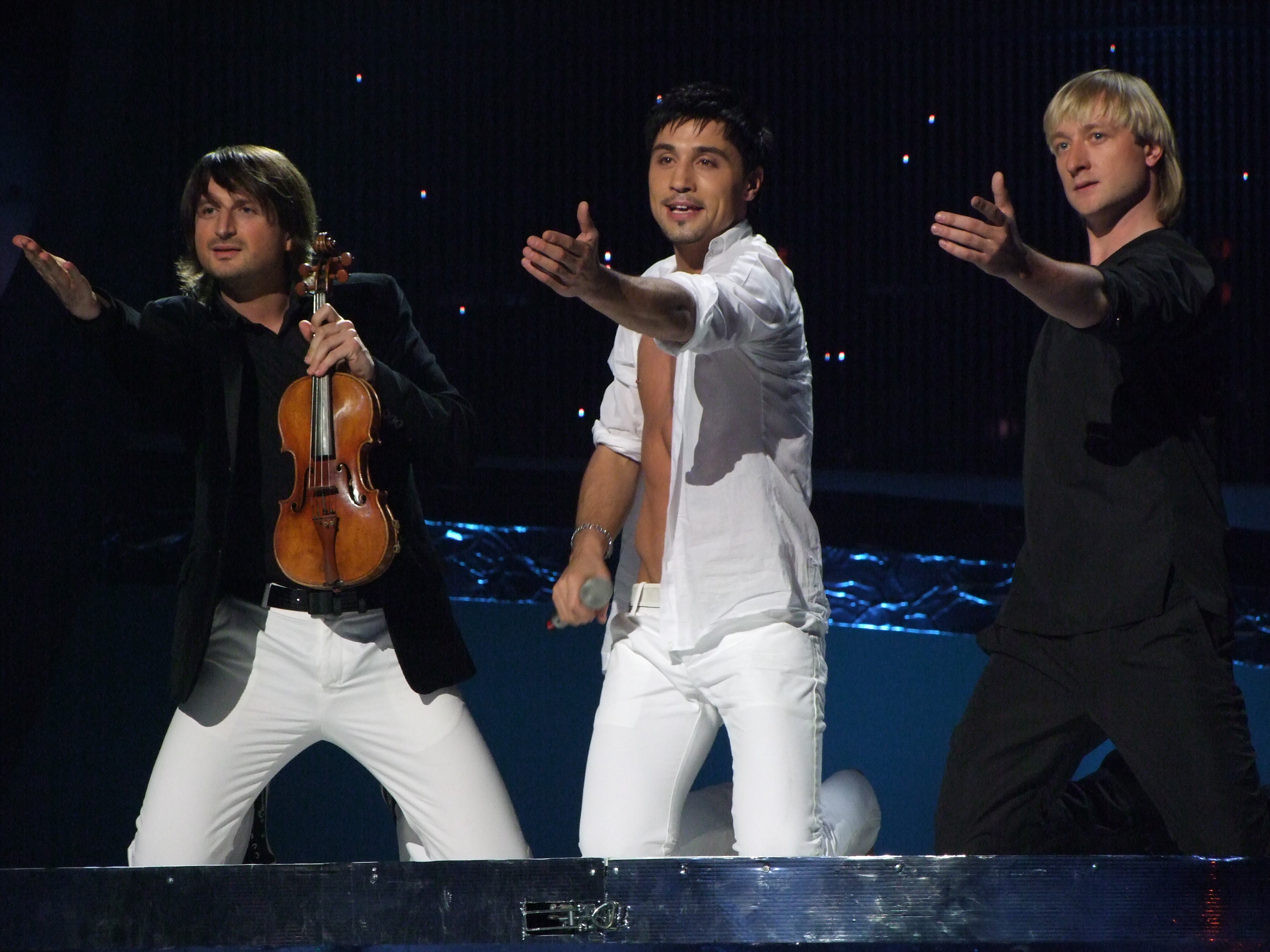
Biłan, Jewgienij Pluszczenko i Edwin Marton w trakcie występu w 53. Konkursie Piosenki Eurowizji w Belgradzie, maj 2008

14 marca 2006 otrzymał nagrodę dla artysty roku na gali International Music Awards w Kijowie, na której wykonał premierowo utwór „Never Let You Go”, z którym został wybrany wewnętrznie przez telewizję rosyjską na reprezentanta kraju w 51. Konkursie Piosenki Eurowizji w Atenach'. Przed finałem konkursu był głównym faworytem do wygranej. 18 maja wystąpił w półfinale i z trzeciego miejsca awansował do sobotniego finału, zajął w nim drugie miejsce po zdobyciu 248 punktów, w tym najwyższych not 12 pkt z siedmiu krajów; do zwycięstwa brakowało mu 44 pkt. Podczas wszystkich występów na scenie towarzyszyły mu dwie baletnice, a na środku sceny stał wielki biały fortepian. Dzięki singlowi „Never Let You Go” osiągnął sukces komercyjny, znalazł się na wielu europejskich listach przebojów. Po udziale w konkursie wydał album pt. Wriemia-rieka, który rozszedł się w ponad dwumilionowym nakładzie, zapewniając mu status platynowej płyty w Rosji. W 2006 i 2007 odebrał Europejskie Nagrody Muzyczne MTV dla najlepszego rosyjskiego wykonawcy.

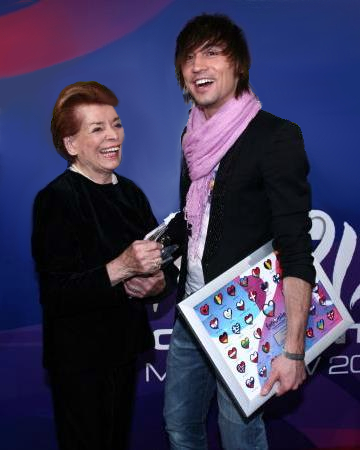
Biłan i Lys Assia podczas konferencji prasowej 54. Konkursu Piosenki Eurowizji w Moskwie, 2009

W 2008 zakwalifikował się z piosenką „Believe” do krajowych eliminacji do 53. Konkursu Piosenki Eurowizji. 9 marca wygrał finał selekcji, dzięki czemu został reprezentantem Rosji w konkursie organizowanym w Belgradzie. 20 maja wystąpił w pierwszym półfinale Eurowizji 2008 i z trzeciego miejsca awansował do finału rozgrywanego 24 maja. Zajął w nim pierwsze miejsce po zdobyciu 272 punktów, w tym najwyższych not 12 punktów od telewidzów z siedmiu krajów. Po finale konkursu wydał album pt. Protiw prawił. Jesienią 2008 rozpoczął współpracę z Philippem Pleinem, a zimą uczestniczył w programie Zwesdny liod, w którym w parze z Eleną Beresną zajął ostatecznie drugie miejsce. Czwarty rok z rzędu odebrał także Europejską Nagrodę Muzyczną MTV dla najlepszego rosyjskiego wykonawcy. W 2009 wydał anglojęzyczny album studyjny pt. Believe. W latach 2009–2010 ponownie był laureatem Europejską Nagrodę Muzyczną MTV dla najlepszego rosyjskiego wykonawcy.

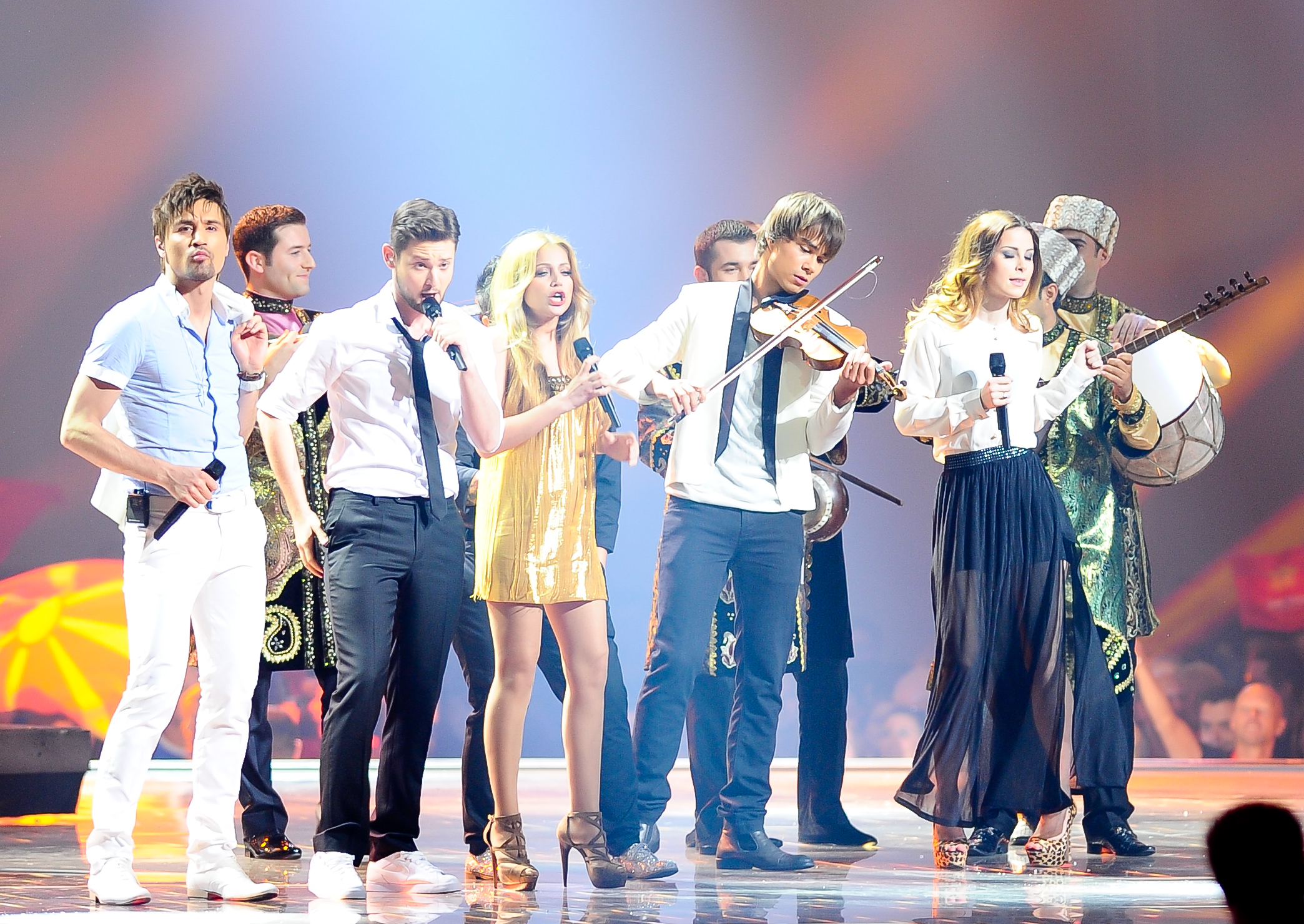
Biłan podczas występu w półfinale 57. Konkursu Piosenki Eurowizji (2012)

W 2011 wydał album pt. Miecztatiel oraz autobiografię pt. „Ot chuligana do miecztatielia” (pol. Od chuligana do marzyciela). W listopadzie 2011 zagrał koncert urodzinowy w Сrocus City Hall, gdzie zaprezentował wówczas swoje największe przeboje w towarzystwie Johann Strauss’ Vienna Symphonic Orchestra. Wydarzenie przybrało znaczenie ogólnokrajowe, a Biłan wyruszył w trasę koncertową pod hasłem 30 y.o. beginning obejmującą występy w 45 miastach Rosji. Również w 2011 z utworem „Back to Her Future”, nagranym w duecie z Juliją Wołkową, zajął drugie miejsce w finale rosyjskich eliminacji do 52. Konkursu Piosenki Eurowizji. W maju 2012 wystąpił gościnnie w drugim półfinale konkursu wraz ze zwycięzcami kilku poprzednich konkursów. Na przełomie jesieni i zimy zasiadał w komisji jurorskiej programu Gołos. Jeszcze w 2012 otrzymał siódmą Europejską Nagrodę Muzyczną MTV dla najlepszego rosyjskiego wykonawcy oraz odebrał Europejską Nagrodę Muzyczną MTV dla najlepszego europejskiego wykonawcy na gali we Frankfurcie nad Menem.
W 2013 wydał album pt. Dotjanis. W marcu 2015 zaśpiewał mieszankę swoich utworów „Believe” i „Never Let You Go” podczas jubileuszowego koncertu Eurovision Song Contest’s Greatest Hits wyprodukowanego przez BBC z okazji 60-lecia Konkursu Piosenki Eurowizji. 2 października 2015 wydał kolejną płytę studyjną pt. Nie molczi.
W 2017 wydał album pt. Jegoist.

### Życie prywatne
Był jednym z uczestników słynnej „nagiej imprezy”, którą w Moskwie zorganizowała Nastia Iwlejewa. Publicznie przeprosił za swój udział w tej imprezie i tłumaczył, że wziął w niej udział, by uniknąć karnego powołania do armii i wzięcia udział w wojnie na Ukrainie.

## Dyskografia
Albumy studyjne
- Ja nocznoj chuligan (2003)
- Na bieriegu nieba (2004)
- Wriemia-rieka (2006)
- Protiw prawił (2008)
- Believe (2009)
- Мiecztatiel (2011)
- Dotjanis (2013)
- Nie molczi (2015)
- Jegoist (2017)

## Publikacje
- Książka autobiograficzna Ot chuligana do miecztatielia, 2011